# Флаг Новозыбковского района
Флаг муниципального образования Новозы́бковский район Брянской области Российской Федерации — опознавательно-правовой знак, служащий официальным символом муниципального образования.
Утверждён 17 февраля 2011 года и подлежит внесению в Государственный геральдический регистр Российской Федерации.

## Описание флага
Представляет собой прямоугольное полотнище с соотношением ширины к длине 2:3, состоящее из двух равновеликих вертикальных полос зелёного (у древка) и голубого цветов в центре которого восемь жёлтых хлебных колосьев, сложенных звездой.

## Обоснование символики
Зелёный цвет полотнища символизирует изобилие и радость.
Голубой цвет (лазурь) символизирует великодушие, честность, безупречность.
Восемь золотых хлебных колосьев, сложенных звездой, символизируют сельские поселения, находящиеся в районе, и вышеозначенные качества, свойственные им.